# تحرير محمد
تحرير محمد (1958 -)، ممثلة عراقية عملت بالتمثيل في الكويت، وشاركت بالفترة من 1974 إلى 1984 بأكثر من 15 عمل في المسرح والتلفزيون.

## أعمالها

### المسلسلات
- 1984: الوجه الثاني - سهرة تليفزيونية
- 1983: مثلث الحب - مسلسل
- 1980: الميناء - تمثيلية
- 1979: الحظ والملايين - مسلسل - بدور: محظوظة
- 1978: الإخوة الثلاثة - مسلسل - بدور: غالية
- 1975: ابن الحطاب - مسلسل

### المسرحيات
- 1979: حرم سعادة الوزير - مسرحية - بدور: بنت الوزير
- 1976: ورطة خريج
- 1976: للأمام سر - مسرحية
- 1974: امبراطور يبحث عن وظيفة - مسرحية
- 1974: شرايج بو عثمان - مسرحية